# Горната Олона
Горната Олона (итал. Gornate Olona) је насеље у Италији у округу Варезе, региону Ломбардија.
Према процени из 2011. у насељу је живело 1638 становника. Насеље се налази на надморској висини од 307 м.

## Становништво
| 1931. | 1936. | 1951. | 1961. | 1971. | 1981. | 1991. | 2001. | 2011. |
| ----- | ----- | ----- | ----- | ----- | ----- | ----- | ----- | ----- |
| 1.042 | 1.032 | 1.232 | 1.476 | 1.478 | 1.578 | 1.653 | 1.901 | 2.227 |